# School for Creative and Performing Arts
Die School for Creative and Performing Arts (SCPA) ist eine staatliche Schule in Cincinnati, Ohio, USA, die 1973 gegründet wurde.

## Kurzbeschreibung
Sie gilt als einer der ersten Magnetschulen der USA, die begabten Kindern und Jugendlichen sowohl eine künstlerische- als auch eine fundierte akademische Ausbildung ermöglicht. 
Unterrichtet wird von der Grundschule bis zum Highschool-Abschluss. Das Ziel der Schule ist es junge Menschen in den Bereichen Schauspiel, Tanz, Musical, kreatives Schreiben, bildende Kunst und Musik zu fördern. 

## Bewerbungsverfahren
Potenzielle Schüler müssen sich einer Aufnahmeprüfung unterziehen. Weniger als 20 % der Bewerber werden angenommen. Die Prüfungen finden im Herbst statt.

## Bekannte Absolventen
- Sarah Jessica Parker, US-amerikanische Schauspielerin
- Rocky Carroll, US-amerikanischer Schauspieler
- Carmen Electra, US-amerikanische Schauspielerin, Sängerin und Model
- Andy Biersack, US-amerikanischer Sänger und Schauspieler